# 徐士瀛
徐士瀛（?—?），江西省廣信府玉山縣人，清朝政治人物、進士出身。
光緒二十九年（1903年），参加光緒癸卯科殿試，登進士二甲第100名。同年閏五月，以主事分部学习。